# 介護サービス事業者の種類
介護サービス事業者（かいごサービスじぎょうしゃ）は、介護保険法に基づく介護保険事業者と介護保険外事業者に分けられる。加齢に伴って生ずる心身の変化に起因する疾病等により要介護状態となった要介護者等に対し、これらの者がその有する能力に応じ自立した日常生活を営むことができるよう、必要な保健医療サービスおよび福祉サービス（総称して介護サービスという）を提供する事業者。
介護保険法では介護サービス事業者は、指定居宅サービス事業者、指定地域密着型サービス事業者、指定居宅介護支援事業者、介護保険施設、指定介護予防サービス事業者、指定地域密着型介護予防サービス事業者、指定介護予防支援事業者の7類型で定義され、7類型の中でさらに詳細に分類されている。
| 居宅型 3,889億円 （49.5%）   | 訪問通所 3,054億円 （38.9%） | 訪問介護／入浴             | 816億円（10.4%）   |
| 居宅型 3,889億円 （49.5%）   | 訪問通所 3,054億円 （38.9%） | 訪問看護／リハ             | 211億円（2.7%）    |
| 居宅型 3,889億円 （49.5%）   | 訪問通所 3,054億円 （38.9%） | 通所介護／リハ             | 1,777億円（22.7%） |
| 居宅型 3,889億円 （49.5%）   | 訪問通所 3,054億円 （38.9%） | 福祉用具貸与               | 247億円（3.2%）    |
| 居宅型 3,889億円 （49.5%）   | 短期入所（ショートステイ）   | 短期入所（ショートステイ） | 375億円（5.8%）    |
| 居宅型 3,889億円 （49.5%）   | その他                       | その他                     | 458億円（4.9%）    |
| 地域密着型 948億円 （12.1%） | 小規模多機能型居宅介護       | 小規模多機能型居宅介護     | 182億円（2.3%）    |
| 地域密着型 948億円 （12.1%） | 認知症グループホーム         | 認知症グループホーム       | 509億円（6.5%）    |
| 地域密着型 948億円 （12.1%） | 地域密着型介護老人福祉施設   | 地域密着型介護老人福祉施設 | 134億円（1.7%）    |
| 地域密着型 948億円 （12.1%） | その他                       | その他                     | 123億円（1.6%）    |
| 施設型 2,593億円 （34.9%）   | 介護福祉施設（特養）         | 介護福祉施設（特養）       | 1,363億円（17.4%） |
| 施設型 2,593億円 （34.9%）   | 介護老人保健施設（老健）     | 介護老人保健施設（老健）   | 1,017億円（12.9%） |
| 施設型 2,593億円 （34.9%）   | 介護療養施設                 | 介護療養施設               | 227億円（2.9%）    |
| 居宅介護支援（ケアマネ）     | 居宅介護支援（ケアマネ）     | 居宅介護支援（ケアマネ）   | 408億円（5.2%）    |
| 総額                         | 総額                         | 総額                       | 7,854億円          |

## 居宅サービス事業
介護保険法第8条において居宅サービスは以下に定義される。
指定居宅サービス事業者は居宅サービスとしてをこれらを提供する。
都道府県が居宅サービス事業者の指定・監督を行い、指定は居宅サービス事業を行う者の申請により、居宅サービスの種類及び当該居宅サービスの種類に係る居宅サービス事業を行う事業所ごとに行う（介護保険法第70条）。指定の有効期間は6年である（70条の2）。
事業者が居宅サービスを行うには厚生労働省令で定められた「指定居宅サービスの事業の設備及び運営に関する基準」（74条第4項）を標準にした、都道府県の条例で定める同名の基準（74条第2項）に従う必要がある（73条第1項）。都道府県が独自に定める項目は従業者の員数、療養室及び病室の床面積、利用定員である（74条第3項）。
居宅サービス事業は事業所ごとに常勤の管理者を置く必要があり、専らその職務に従事する必要があるが、ほかの職務の兼務も認められる。

### 訪問介護
訪問介護員（ホームヘルパー）が居宅を訪問して、食事、排泄やおむつ交換、着衣の交換、寝具の交換、車いすへの移動、通院・通所・外出などの日常生活動作の介護、料理、洗濯・洗濯物の乾燥・洗濯物の取り込み・洗濯物の収納、掃除、食品や日用品の買い物などの日常家事の介護を行う。
なお、指定訪問介護事業所の所在する建物と同一の敷地内若しくは隣接する敷地内の建物若しくは指定訪問介護事業所と同一の建物に居住する利用者に対して、指定訪問介護を行った場合は、1回につき所定単位数の100分の90に相当する単位数を算定し、指定訪問介護事業所における1月当たりの利用者が同一敷地内建物等に50人以上居住する建物に居住する利用者に対して、指定訪問介護を行った場合は、1回につき所定単位数の100分の85に相当する単位数を算定する。

### 訪問入浴介護
介護保険法第8条第3項において訪問入浴介護は以下に定義される。
また、指定居宅サービス等の事業の人員、設備及び運営に関する基準（以下、居宅運営基準）第44条において、
と定義される。
人員
事業所ごとに配置する人員は看護師又は准看護師が一人以上かつ介護職員が二人以上で、このうち一人以上は常勤でなければならない（居宅運営基準第45条）。
運営
指定訪問入浴介護の提供は、一回の訪問につき、看護職員一人及び介護職員二人をもって行うものとし、これらの者のうち一人を当該サービスの提供の責任者とする。ただし、利用者の身体の状況が安定していること等から、入浴により利用者の身体の状況等に支障を生ずるおそれがないと認められる場合においては、主治の医師の意見を確認した上で、看護職員に代えて介護職員を充てることができる（居宅運営基準第50条）。
指定訪問入浴介護事業者は、利用者に対する指定訪問入浴介護の提供に関するサービスの内容、苦情、事故の状況及び事故に際して採った処置についての記録を整備し、その完結の日から二年間保存しなければならない（居宅運営基準第53条の2）。
なお、訪問介護と同様に事業所の所在する建物と同一の敷地内若しくは隣接する敷地内の建物若しくは事業所と同一の建物に居住する利用者に対しては単位数を減算する。

### 訪問看護
医師の指示に基づき看護職員が在宅療養している要介護者を定期的に訪問し、心身の状況の観察、体温・脈拍・血圧・経皮的動脈血酸素飽和度の測定、排泄の介助やおむつ交換、痰の吸引、口腔ケア、食事の介助、胃瘻からの水分・経腸栄養剤・医薬品の投与などのケアを行う。痰の吸引と胃瘻からの水分・人工栄養剤・医薬品の投与は、法律上は医療行為なので、法律上の定義では医師と看護師だけに認められる行為であるが、在宅療養者に対する介護の場合、厚生労働省の行政通達で特別な例外として、要介護者と同居して介護している家族は行うことを認められている。2011年3月11日発生の東日本大震災では特例措置として期限付きで職員1人による開業が認められた。

### 訪問リハビリテーション
介護保険法第8条第5項において訪問リハビリテーションは以下に定義される。
また、居宅運営基準第75条において、
と定義される。
人員
指定訪問リハビリテーションの事業を行う者は、当該事業を行う事業所ごとに、指定訪問リハビリテーションの提供に当たる理学療法士、作業療法士又は言語聴覚士を置かなければならない（居宅運営基準第76条）。
設備
指定訪問リハビリテーション事業所は、病院、診療所、介護老人保健施設又は介護医療院であって、事業の運営を行うために必要な広さを有する専用の区画を設けているとともに、指定訪問リハビリテーションの提供に必要な設備及び備品等を備えているものでなければならない（居宅運営基準第77条）。
運営
指定訪問リハビリテーションの提供に当たっては、医師の指示及び次条第一項に規定する訪問リハビリテーション計画に基づき、利用者の心身機能の維持回復を図り、日常生活の自立に資するよう、妥当適切に行う（居宅運営基準第80条）。
指定訪問リハビリテーション事業者は、利用者及びその家族、多職種が参加するリハビリテーション会議の開催により、リハビリテーションに関する専門的な見地から利用者の状況等に関する情報を構成員と共有するよう努め、利用者に対し、適切なサービスを提供する（同80条）。
医師及び理学療法士、作業療法士又は言語聴覚士は、当該医師の診療に基づき、利用者の病状、心身の状況、希望及びその置かれている環境を踏まえて、当該サービスの目標、当該目標を達成するための具体的なサービスの内容等を記載した訪問リハビリテーション計画を作成しなければならず、既に居宅サービス計画が作成されている場合は、当該計画の内容に沿って作成し、作成した際には、当該訪問リハビリテーション計画を利用者に交付しなければならない（居宅運営基準第81条）。
指定訪問リハビリテーション事業者は、利用者に対する指定訪問リハビリテーションの提供に関する訪問リハビリテーション計画などの記録を整備し、その完結の日から二年間保存しなければならない（居宅運営基準第81条）。
なお、訪問介護と同様に事業所の所在する建物と同一の敷地内若しくは隣接する敷地内の建物若しくは事業所と同一の建物に居住する利用者に対しては単位数を減算する。

### 居宅療養管理指導
介護保険法第8条第6項において居宅療養管理指導は以下に定義される。
また、居宅運営基準第84条において、
と定義される。
以前は看護師による居宅療養管理指導も算定対象であったが、2018年9月30日をもって看護師は対象外になった。
人員
事業所の種類に応じて定められている（居宅運営基準第85条）。
病院又は診療所である指定居宅療養管理指導事業所では医師、歯科医師、看護師、薬剤師、管理栄養士、歯科衛生士
薬局である指定居宅療養管理指導事業所では薬剤師
指定訪問看護ステーション等では看護師などの看護職員
運営
居宅介護支援事業者又は居宅サービス事業者に対する情報提供又は助言については、原則として、サービス担当者会議に参加することにより行わなければならず、サービス担当者会議への参加によることが困難な場合については、居宅介護支援事業者又は居宅サービス事業者に対して、原則として、情報提供又は助言の内容を記載した文書を交付して行わなければならない（居宅運営基準第89条）。
薬剤師、歯科衛生士又は管理栄養士の行う指定居宅療養管理指導の場合、医師又は歯科医師の指示に基づき、利用者の心身機能の維持回復を図り、居宅における日常生活の自立に資するよう、妥当適切に行う（居宅運営基準第89条第2項）。
看護職員の行う指定居宅療養管理指導の場合、居宅介護支援事業者等に対する居宅サービス計画の作成等に必要な情報提供並びに利用者に対する療養上の相談及び支援を行うこと（居宅運営基準第89条第3項）。
指定居宅療養管理指導事業者は、利用者に対する指定居宅療養管理指導の提供に関する具体的なサービスの内容等の記録を整備し、その完結の日から二年間保存しなければならない（居宅運営基準第90条の2）。

### 通所介護
要介護認定者が介護老人福祉施設の通所介護サービス(デイサービスセンター)に事業者の車両の送迎で通い、心身の状況の観察、体温・脈拍・血圧の測定、排泄の介助やおむつ交換、入浴の介助、食事の介助、身体機能の維持訓練、娯楽などを行う。利用者の心身機能の維持、社会的孤立感の解消、介護者の負担軽減も目的としている。
事業所の規模によって「通常規模型」「大規模型（Ⅰ）」「大規模型（Ⅱ）」の3つに分けられ、サービスの利用時間により、所定単位数は6つに区分されている。

### 通所リハビリテーション
要介護認定者が介護老人保健施設の通所訓練サービス(デイケアセンター)に事業者の車両の送迎で通い、心身の状況の観察、体温・脈拍・血圧の測定、排泄の介助やおむつ交換、入浴の介助、食事の介助、身体機能の維持訓練、理学療法士・作業療法士による訓練、娯楽などを行う。利用者の心身機能の維持、社会的孤立感の解消、介護者の負担軽減も目的としている。

### 短期入所生活介護
要介護認定者が介護老人福祉施設に30日以内の期間入所し、長期入所者と同様に、心身の状況の観察、体温・脈拍・血圧の測定、排泄の介助やおむつ交換、入浴の介助、食事の介助、身体機能の維持訓練、娯楽などを行う。利用者の心身機能の維持、社会的孤立感の解消、介護者の負担軽減も目的としている。

### 短期入所療養介護
要介護認定者が介護老人保健施設、介護療養型医療施設に30日以内の期間入所し、長期入所者と同様に、心身の状況の観察、体温・脈拍・血圧の測定、排泄の介助やおむつ交換、入浴の介助、食事の介助、身体機能の維持訓練、理学療法士・作業療法士による訓練、娯楽などを行う。利用者の心身機能の維持、社会的孤立感の解消、介護者の負担軽減も目的としている。

### 特定施設入居者生活介護
介護保険法第8条第11項において特定施設は以下に定義される。
また特定施設入居者生活介護は以下に定義される。
そして、居宅運営基準第174条において、
と定義される。
人員（居宅運営基準第175条）
生活相談員は常勤換算方法で、利用者の数が百又はその端数を増すごとに一人以上
看護職員及び介護職員の合計数は、常勤換算方法で、要介護者である利用者の数が三又はその端数を増すごとに一以上
機能訓練指導員は一以上
計画作成担当者は一以上
指定特定施設入居者生活介護事業者は、指定特定施設ごとに専らその職務に従事する管理者を置かなければならない。ただし、指定特定施設の管理上支障がない場合は、当該指定特定施設における他の職務に従事し、又は同一敷地内にある他の事業所、施設等の職務に従事することができるものとする（居宅運営基準第176条）。
運営
指定特定施設入居者生活介護事業者は、正当な理由なく入居者に対する指定特定施設入居者生活介護の提供を拒んではならず、事業者以外の者が提供する介護サービスを利用することを妨げてはならない。また指定特定施設入居者生活介護事業者は、入居申込者又は入居者（以下「入居者等」という。）が入院治療を要する者であること等入居者等に対し自ら必要なサービスを提供することが困難であると認めた場合は、適切な病院又は診療所の紹介その他の適切な措置を速やかに講じなければならない（居宅運営基準第179条）。
指定特定施設入居者生活介護事業者は、指定特定施設入居者生活介護の開始に際しては、当該開始の年月日及び入居している指定特定施設の名称を、指定特定施設入居者生活介護の終了に際しては、当該終了の年月日を、利用者の被保険者証に記載しなければならない（居宅運営基準第181条）。
指定特定施設の管理者は、計画作成担当者に特定施設サービス計画の作成に関する業務を担当させ、特定施設サービス計画作成後においても、他の特定施設従業者との連絡を継続的に行うことにより、特定施設サービス計画の実施状況の把握を行うとともに、利用者についての解決すべき課題の把握を行い、必要に応じて特定施設サービス計画の変更を行う（居宅運営基準第184条）。
指定特定施設入居者生活介護事業者は、常に利用者の家族との連携を図るとともに、利用者とその家族との交流等の機会を確保するよう努めなければならない（居宅運営基準第188条）。
指定特定施設入居者生活介護事業者は、利用者の病状の急変等に備えるため、あらかじめ、協力医療機関を定めておかなければならず、協力歯科医療機関を定めておくよう努めなければならない（居宅運営基準第191条）。
指定特定施設入居者生活介護事業者は、その事業の運営に当たっては、地域住民又はその自発的な活動等との連携及び協力を行う等の地域との交流に努めなければならない（居宅運営基準第191の2条）。
指定特定施設入居者生活介護事業者は、利用者に対する指定特定施設入居者生活介護の提供に関する特定施設サービス計画などの記録を整備し、その完結の日から二年間保存しなければならない（居宅運営基準第191の3条）。
介護対応型の有料老人ホーム、養護老人ホーム（外部サービス利用型のみ）、軽費老人ホーム（ケアハウス）、サービス付き高齢者向け住宅に入所している要介護者等について、居宅サービスに位置付けられており、入浴、排泄、食事等の介護、その他の日常生活上の世話、機能訓練および療養上の介護を行う。居宅療養管理指導以外の居宅サービスとの重複利用はできない。
養護老人ホームと後述する特別養護老人ホームは名称が似ているが、対象者の異なる別の施設である。
養護老人ホーム
低所得や一人暮らしのため、または家族関係で問題を抱えているなどの理由で在宅困難な高齢者を入所させる措置施設で介護度は問わない。
特別養護老人ホーム
原則要介護度3以上の65歳以上の高齢者、例外的に要介護度1または2の40歳以上の者で常時介護を必要とする者が入所する施設。

### 福祉用具貸与
介護保険法第8条第12項において福祉用具貸与は以下に定義される。
また、居宅運営基準第193条において、
と定義される。
人員
指定福祉用具貸与の事業を行う者が当該事業を行う事業所ごとに置くべき福祉用具専門相談員の員数は、常勤換算方法で、二以上とする（居宅運営基準第194条）。
指定福祉用具貸与事業者は、指定福祉用具貸与事業所ごとに専らその職務に従事する常勤の管理者を置かなければならない。ただし、指定福祉用具貸与事業所の管理上支障がない場合は、当該指定福祉用具貸与事業所の他の職務に従事し、又は同一敷地内にある他の事業所、施設等の職務に従事することができるものとする（居宅運営基準第195条）。
運営
福祉用具専門相談員は、利用者の希望、心身の状況及びその置かれている環境を踏まえ、指定福祉用具貸与の目標、当該目標を達成するための具体的なサービスの内容等を記載した福祉用具貸与計画を、既に居宅サービス計画が作成されている場合は、当該居宅サービス計画の内容に沿って作成し、当該福祉用具貸与計画の実施状況の把握を行い、必要に応じて当該福祉用具貸与計画の変更を行う（居宅運営基準第199の2条）。
指定福祉用具貸与事業者は、利用者の福祉用具の選択に資するため、指定福祉用具貸与事業所に、その取り扱う福祉用具の品名及び品名ごとの利用料その他の必要事項が記載された目録等を備え付けなければならない（居宅運営基準第204条）。
指定福祉用具貸与事業者は、利用者に対する指定福祉用具貸与の提供に関する福祉用具貸与計画などの記録を整備し、その完結の日から二年間保存しなければならない（居宅運営基準第204の2条）。
福祉用具専門相談員が厚生労働大臣が定める福祉用具の貸与を行う。

### 特定福祉用具販売
介護保険法第8条第13項において福祉用具販売は以下に定義される。
福祉用具専門相談員が厚生労働大臣が定める特定福祉用具の販売を行う。
また、居宅運営基準第207条において、
と定義される。
人員
指定特定福祉用具販売の事業を行う者が当該事業を行う事業所ごとに置くべき福祉用具専門相談員の員数は、常勤換算方法で、二以上とする（居宅運営基準第208条）。
指定特定福祉用具販売事業者は、指定特定福祉用具販売事業所ごとに専らその職務に従事する常勤の管理者を置かなければならない。ただし、指定特定福祉用具販売事業所の管理上支障がない場合は、当該指定特定福祉用具販売事業所の他の職務に従事し、又は同一敷地内にある他の事業所、施設等の職務に従事することができる（居宅運営基準第209条）。
運営
指定特定福祉用具販売の提供に当たっては、販売する特定福祉用具の機能、安全性、衛生状態等に関し、点検を行い、利用者の身体の状況等に応じて特定福祉用具の調整を行うとともに、当該特定福祉用具の使用方法、使用上の留意事項等を記載した文書を利用者に交付し、十分な説明を行った上で、必要に応じて利用者に実際に当該特定福祉用具を使用させながら使用方法の指導を行う（居宅運営基準第214条）。
福祉用具専門相談員は、利用者の心身の状況、希望及びその置かれている環境を踏まえて、指定特定福祉用具販売の目標、当該目標を達成するための具体的なサービスの内容等を記載した特定福祉用具販売計画を作成し、指定福祉用具貸与の利用があるときは、第百九十九条の二第一項に規定する福祉用具貸与計画と一体のものとして作成、既に居宅サービス計画が作成されている場合は、当該居宅サービス計画の内容に沿って作成しなければならない（居宅運営基準第214条の2）。
指定特定福祉用具販売事業者は、利用者に対する指定特定福祉用具販売の提供に関する特定福祉用具販売計画などの記録を整備し、その完結の日から二年間保存しなければならない（居宅運営基準第215条）。

## 地域密着型サービス事業
介護保険法第8条第14項において地域密着型サービスおよび特定地域密着型サービスは以下に定義される。
指定地域密着型サービス事業者はこれらを地域密着型サービス事業として提供する。
市町村が事業者の指定・監督を行い、指定は老人福祉法第20条の5に規定する特別養護老人ホームのうち、その入所定員が29人以下であって市町村の条例で定める数であるものの開設者）の申請により、地域密着型サービスの種類及び当該地域密着型サービスの種類に係る地域密着型サービス事業を行う事業所ごとに行う（介護保険法第78条の2）。
事業者が地域密着型サービスを行うには厚生労働省令で定められた「指定地域密着型サービスの事業の設備及び運営に関する基準」（78条の4第4項）を標準にした、市町村の条例で定める同名の基準（78条の4第2項）に従う必要がある（78条の4第1項）。市町村が独自に定める項目は従業者の員数、療養室及び病室の床面積、利用定員である（78条の4第3項）。
市町村長は、第117条第1項の規定により当該市町村が定める市町村介護保険事業計画において定める当該市町村又は同条第2項第1号の規定により当該市町村が定める区域における認知症対応型共同生活介護、地域密着型特定施設入居者生活介護及び地域密着型介護老人福祉施設入所者生活介護以外の地域密着型サービスの見込量の確保及び質の向上のために特に必要があると認めるときは、その定める期間中は、当該見込量の確保のため公募により第42条の2第1項本文の指定を行うことが適当な区域として定める区域に所在する事業所に係る同項本文の指定を、公募により行うものとする（78条の13）。この公募指定は、その指定の日から起算して6年を超えない範囲内で当該市町村長が定める期間を経過したときは、その効力を失う（78条の15）。
また各事業の一般原則として、指定地域密着型サービスの事業の人員、設備及び運営に関する基準（以下、地域密着型運営基準）の第3条において
と定義される。

### 小規模多機能型居宅介護
平成18年4月の介護保険制度改正により創設された、地域密着型サービスのひとつ。介護が必要となった高齢者（主に認知症高齢者）が、今までの人間関係や生活環境をできるだけ維持できるよう、「通い」を中心に「訪問」「泊まり」の3つのサービス形態が一体となり、24時間切れ間なくサービスを提供できるのがその大きな特徴。認知症高齢者による利用が中心になるが、認知症の有無を問わず、利用可能。
（利用定員）1事業所あたりの登録定員25名以下、「通い」の1日当たり定員15名以下、「泊まり」の1日当たり定員9名以下の利用が出来るが、登録者しか利用できず、小規模多機能居宅介護登録者は他の介護サービスは、訪問看護、福祉用具貸与、訪問リハビリテーション以外は利用できない。
小規模多機能居宅介護登録者は、介護保険の利用料が包括的定額料金なので、介護度別に月額利用が定額になり、利用回数も包括的利用になり利用限度数も365日の介護計画によって必要な回数利用できる。だからと言って、他の介護サービス同様に利用できるということでなく、登録者25名で施設の短期宿泊や通所を譲り合いながら利用する介護サービスとなっている。
25名の登録者のうち、同じ利用者が長期に宿泊ベッドを利用しては短期宿泊として目的をなくしたり、介護計画に必要性がないから宿泊者が一ヶ月居なかったりすると小規模多機能の目的を果たしていない場合がある。
利用料が定額なので何回も使えるが、他の登録利用者との譲り合いなど地域で暮らす付き合いが出来ないと利用しにくいサービス。
報酬も低額な分、運営する法人が少なく市町村によって事業所数もバラツキがあるのが現状。

### 認知症対応型共同生活介護
認知症の高齢者で、自宅で自力で生活することが困難であるが、自力で移動・食事・排泄が可能な身体状況の患者が、認知症の進行をできるだけ遅延させ、できるだけ心身の機能を維持することを目的に、民家や家庭のような環境で介護を受けて共同生活をする施設である。

### 地域密着型特定施設入居者生活介護
介護保険法第8条第21項において地域密着型特定施設入居者生活介護は以下に定義される。
また、地域密着型運営基準第109条では
と定義される。
#特定施設入居者生活介護との違いは定義にもある通り入居定員が29名以下で、それに伴い従業員数が少なくなっていることである。

### 地域密着型介護老人福祉施設入所者生活介護
介護保険法第8条第22項において地域密着型介護老人福祉施設は以下に定義される。
また地域密着型介護老人福祉施設入所者生活介護は以下に定義される。
そして、地域密着型運営基準第130条では
と定義される。
#介護老人福祉施設との違いは定義にもある通り入所定員が29名以下で、それに伴い従業員数が少なくなっていることである。またユニット型の施設もある。

### 複合型サービス
介護保険法第8条第23項において複合型サービスは以下に定義される。
また地域密着型運営基準第170条では
と定義される。
定義の通り、看護小規模多機能型居宅介護は#訪問看護及び#小規模多機能型居宅介護を組合せたサービスである。

## 居宅介護支援事業
介護支援専門員（ケアマネジャー）が居宅介護サービス計画（ケアプラン）を作成し、その計画に基づいて介護サービスの提供が確保されるように各介護サービス事業者との連絡調整を行う。在宅介護サービスを受けている要介護認定者やその家族から、在宅介護サービス、地域密着介護サービス、施設介護サービスなどについて質問や相談を受けた場合は、説明や提言を行う。
2018年3月までは都道府県が、同年4月からは権限の委譲により市町村が事業者の指定・監督を行う（介護保険法第79条）。指定の有効期間は6年である（79条の2）。
事業者が居宅介護支援を行うには厚生労働省令で定められた「指定居宅介護支援の事業の運営に関する基準」（81条第4項）を標準にした、市町村の条例で定める同名の基準（81条第2項）に従う必要がある（81条第1項）。市町村が独自に定める項目は従業者の員数（81条第3項）である。

## 介護保険施設
介護保険法第8条第25項において介護保険施設は以下に定義される。
介護療養型医療施設が上記定義に含まれていないのは、2006年の診療報酬および介護報酬の改定の際、医療療養病床と介護療養病床で医療の必要性の高い患者と低い患者が同程度混在していることから、医療費適正化の議論の末、2011年度末で廃止が決定したためである。しかし病床数の削減および他施設への転換が進まず、廃止は2017年度末まで延長、さらに2023年度末まで延長されている。
なお老人福祉法第5条の3における老人福祉施設と名称が似ているが、老人福祉施設は以下を指す。
- 老人デイサービスセンター
- 老人短期入所施設
- 養護老人ホーム
- 特別養護老人ホーム
- 軽費老人ホーム
- 老人福祉センター
- 老人介護支援センター

### 介護療養型医療施設
旧介護保険法第8条第26項において介護療養型医療施設は以下に定義されていた。
急性期病院での急性期治療や、回復期病院でのリハビリ治療は終了しているが、心身の病気や障害により自宅で自力で生活することが困難であり、家族による在宅介護を受けることができない状況であり、在宅介護サービス事業者による介護が困難であり、在宅介護サービス事業者による介護よりも病院でのケアのほうが要介護者のQOLにとって望ましく、医療療養病床よりは医療依存度が低い患者が入院する施設。患者の医療依存度は、急性期病院＞回復期病院＞医療療養病院＞介護療養型医療施設＞終末期病院＞介護老人保健施設＞介護老人福祉施設という順になり、患者の医療依存度によりどこの施設が適当かを考える必要がある。介護保険適用の施設なので、医療的治療より介護療養が必要な患者が入院する施設である。
介護療養型医療施設という介護保険上の類型は2019年3月31日までに、介護保険が適用される入所施設である指定介護老人福祉施設（特別養護老人ホーム）、介護老人保健施設、医療保険が適用される、慢性期の患者を入院治療する医療療養病院、回復期の患者を入院治療するリハビリ病院、急性期の患者を入院治療する急性期病院のいずれかに転換することを目標にしている。

### 介護老人福祉施設
介護保険制度の施行により、老人福祉法による特別養護老人ホームが介護保険法の指定施設となったものである。
都道府県が施設の指定・監督を行い、指定は老人福祉法第20条の5に規定する特別養護老人ホームのうち、その入所定員が30人以上であって都道府県の条例で定める数であるものの開設者の申請があったものについて行う（86条）。指定の有効期間は6年である（86条の2）。
指定介護老人福祉施設の開設者は厚生労働省令で定められた「指定介護老人福祉施設の設備及び運営に関する基準」（88条第4項）を標準にした、都道府県の条例で定める同名の基準（88条第2項）に従う必要がある（87条第1項）。都道府県が独自に定める項目は指定介護福祉施設サービスに従事する従業者及びその員数、床面積（88条第3項）である。
心身の病気や障害により自宅で自力で生活することが困難であり、家族による在宅介護を受けることができない状況であり、在宅介護サービス事業者による介護が困難であり、在宅介護サービス事業者による介護よりも施設入所のほうが要介護者のQOLにとって望ましい場合、食事・排泄・入浴・就寝・健康管理などの日常生活の介護、心身の機能維持、通院への付き添い、急性の病気・負傷時の病院への搬送・付き添い、介護保険が適用されるサービスに関する相談などを行なうことを目的とする施設。
30日未満に限定して宿泊するショートステイ、昼間に送迎付きの通いでサービスを受けるデイサービスという利用形態もある。

### 介護老人保健施設
略称で老健または老人保健施設と呼ばれる。
都道府県が施設の開設許可を行う（94条）。開設の有効期間は6年である（94条の2）。
介護老人保健施設の開設者は厚生労働省令で定められた「介護老人保健施設の設備及び運営に関する基準」（97条第5項）を標準にした、都道府県の条例で定める同名の基準（97条第3項）に従う必要がある（96条第1項）。都道府県が独自に定める項目は介護支援専門員及び介護その他の業務に従事する従業者並びにそれらの員数（97条第4項）である。
設急性期の心身の病気や障害により、急性期病院と回復期(リハビリ)病院で治療を受けたが、自宅で自力で生活できる状態には回復せず、自宅で自力で生活できる状態に回復することを目的に、心身の機能回復(リハビリ)訓練、食事・排泄・入浴・就寝・健康管理などの日常生活の介護、心身の機能維持、通院への付き添い、急性の病気・負傷時の病院への搬送・付き添い、介護保険が適用されるサービスに関する相談などを行ない、できる限り、自宅での生活に復帰できることを目標にする施設。
介護老人保健施設は、心身の機能回復による在宅復帰を目標にしているので、リハビリスタッフや看護師、医師等の配置基準が指定介護老人福祉施設より多く、指定介護老人福祉施設より介護報酬は高く設定されている。リハビリ等が指定介護老人福祉施設より充実し、できる限り在宅復帰を目標にしているため、入所期間は指定介護老人福祉施設と違い無期限ではなく、概ね3か月毎に退所か入所継続の判定が行われるが、現状では介護老人福祉施設の入所待機所として利用している入所者も存在する。
30日未満に限定して宿泊するショートステイ、昼間に送迎付きの通いでサービスを受けるデイケアという利用形態もある。

### 介護医療院
都道府県が施設の開設許可を行う（107条）。開設の有効期間は6年である（108条）。
介護医療院の開設者は厚生労働省令で定められた「介護医療院の設備及び運営に関する基準」（111条第5項）を標準にした、都道府県の条例で定める同名の基準（111条第3項）に従う必要がある（111条第1項）。都道府県が独自に定める項目は介護支援専門員及び介護その他の業務に従事する従業者並びにそれらの員数（111条第4項）である。

## 介護予防サービス事業
介護保険法第8条の2において介護予防サービスは以下に定義される。
指定介護予防サービス事業者はこれらサービスを介護予防サービス事業として提供する。なお介護予防に係る訪問介護および通所介護は2014年の介護保険制度の改正時に地域支援事業に移行したため除外された。
都道府県が居宅サービス事業者の指定・監督を行い、指定は介護予防サービス事業を行う者の申請により、介護予防サービスの種類及び当該介護予防サービスの種類に係る介護予防サービス事業を行う事業所ごとに行う（介護保険法第115条の2）。
事業者が介護予防サービスを行うには厚生労働省令で定められた「指定介護予防サービスに係る介護予防のための効果的な支援の方法に関する基準及び指定介護予防サービスの事業の設備及び運営に関する基準」（115条の4第4項）を標準にした、都道府県の条例で定める同名の基準（115条の4第2項）に従う必要がある（115条の4第1項）。都道府県が独自に定める項目は従業者の員数、療養室及び病室の床面積、利用定員である（115条の4第3項）。
指定居宅サービス事業者は指定介護予防サービス事業者の指定を合わせて受けることができる。

## 地域密着型介護予防サービス事業
介護保険法第8条の2の12項において地域密着型介護予防サービスは以下に定義される。
また、特定地域密着型介護予防サービスは以下に定義される。
地域密着型介護予防サービス事業者はこれらサービスを地域密着型介護予防サービス事業として提供する。
市町村が事業者の指定・監督を行う（介護保険法第115条の12）。
事業者が地域密着介護予防サービスを行うには厚生労働省令で定められた「指定地域密着型介護予防サービスに係る介護予防のための効果的な支援の方法に関する基準及び指定地域密着型介護予防サービスの事業の設備及び運営に関する基準」（115条の14第4項）を標準にした、市町村の条例で定める同名の基準（115条の14第2項）に従う必要がある（115条の13第1項）。市町村が独自に定める項目は従業者の員数、療養室及び病室の床面積、利用定員である（115条の14第3項）。

## 介護予防支援事業
介護保険法第8条の2の16項において介護予防支援は以下に定義される。
また、指定介護予防支援等の事業の人員及び運営並びに指定介護予防支援等に係る介護予防のための効果的な支援の方法に関する基準（以下、介護予防支援基準）第1条の2では
1. 指定介護予防支援の事業は、その利用者が可能な限りその居宅において、自立した日常生活を営むことのできるように配慮して行われるものでなければならない。
2. 指定介護予防支援の事業は、利用者の心身の状況、その置かれている環境等に応じて、利用者の選択に基づき、利用者の自立に向けて設定された目標を達成するために、適切な保健医療サービス及び福祉サービスが、当該目標を踏まえ、多様な事業者から、総合的かつ効率的に提供されるよう配慮して行われるものでなければならない。
3. 指定介護予防支援事業者（法第五十八条第一項に規定する指定介護予防支援事業者をいう。以下同じ。）は、指定介護予防支援の提供に当たっては、利用者の意思及び人格を尊重し、常に利用者の立場に立って、利用者に提供される指定介護予防サービス等（法第八条の二第十六項に規定する指定介護予防サービス等をいう。以下同じ。）が特定の種類又は特定の介護予防サービス事業者若しくは地域密着型介護予防サービス事業者（以下「介護予防サービス事業者等」という。）に不当に偏することのないよう、公正中立に行わなければならない。
4. 指定介護予防支援事業者は、事業の運営に当たっては、市町村、地域包括支援センター（法第百十五条の四十六第一項に規定する地域包括支援センターをいう。以下同じ。）、老人福祉法（昭和三十八年法律第百三十三号）第二十条の七の二に規定する老人介護支援センター、指定居宅介護支援事業者（法第四十六条第一項に規定する指定居宅介護支援事業者をいう。以下同じ。）、他の指定介護予防支援事業者、介護保険施設、障害者の日常生活及び社会生活を総合的に支援するための法律（平成十七年法律第百二十三号）第五十一条の十七第一項第一号に規定する指定特定相談支援事業者、住民による自発的な活動によるサービスを含めた地域における様々な取組を行う者等との連携に努めなければならない。

と定義される。
市町村が事業者の指定・監督を行う（介護保険法第115条の22）。
指定介護予防支援事業者は地域包括支援センターである（第115条の22）が、厚生労働省令で定めるところにより、指定介護予防支援の一部を、厚生労働省令で定める者に委託することができる（第115条の23第3項）。この「厚生労働省令で定める者」とは指定居宅介護支援事業者である。
事業者が介護予防支援サービスを行うには厚生労働省令で定められた「指定介護予防支援に係る介護予防のための効果的な支援の方法に関する基準及び指定介護予防支援の事業の運営に関する基準」（115条の24第4項）を標準にした、市町村の条例で定める同名の基準（115条の24第2項）に従う必要がある（115条の23第1項）。市町村が独自に定める項目は従業者の員数である（115条の24第3項）。
人員
- 一以上の員数の指定介護予防支援の提供に当たる必要な数の保健師その他の指定介護予防支援に関する知識を有する職員（介護予防支援基準第2条）。
- 指定介護予防支援事業所ごとに常勤の管理者で専らその職務に従事する者。ただし、指定介護予防支援事業所の管理に支障がない場合は、当該指定介護予防支援事業所の他の職務に従事できる（介護予防支援基準第3条）。

運営
- 指定介護予防支援事業者は、正当な理由なく指定介護予防支援の提供を拒んではならない（介護予防支援基準第5条）。
- 被保険者の要支援認定に係る申請について、利用申込者の意思を踏まえ、必要な協力を行わなければならない（介護予防支援基準第8条）。
- 指定介護予防支援の一部を委託する場合には、地域包括支援センター運営協議会の議を経なければならない（介護予防支援基準第12条）。
- 指定介護予防支援を受けている利用者が正当な理由なしに介護給付等対象サービスの利用に関する指示に従わないこと等により、要支援状態の程度を増進させたと認められるとき又は要介護状態になったと認められるときや偽りその他不正の行為によって保険給付の支給を受け、又は受けようとした場合は、遅滞なく、意見を付してその旨を市町村に通知しなければならない（介護予防支援基準第15条）。
- 指定介護予防支援事業者は、利用者に対する指定介護予防支援の提供に関する連絡調整や介護予防サービス計画の記録を整備し、その完結の日から二年間保存しなければならない（介護予防支援基準第28条）。
- 管理者は、担当職員に介護予防サービス計画の作成に関する業務を担当させる（介護予防支援基準第30条）。
- 担当職員は、サービス担当者会議の開催により、利用者の状況等に関する情報を担当者と共有するとともに、当該介護予防サービス計画の原案の内容について、担当者から、専門的な見地からの意見を求めるものとする。ただし、やむを得ない理由がある場合については、担当者に対する照会等により意見を求める（同条9項）。
- 担当職員は、介護予防サービス計画に位置付けた指定介護予防サービス事業者等に対して、介護予防訪問看護計画書等指定介護予防サービス等基準において位置付けられている計画の提出を求める（同条12項）。
- 担当職員は、指定介護予防サービス事業者等に対して、介護予防サービス計画に基づき、介護予防訪問看護計画書等指定介護予防サービス等基準において位置付けられている計画の作成を指導するとともに、サービスの提供状況や利用者の状態等に関する報告を少なくとも一月に一回、聴取しなければならない（同条13項）。
- 担当職員は、第十四号に規定する実施状況の把握（以下「モニタリング」という。）に当たっては、少なくともサービスの提供を開始する月の翌月から起算して三月に一回及びサービスの評価期間が終了する月並びに利用者の状況に著しい変化があったときは、利用者の居宅を訪問し、利用者に面接し、訪問しない月においては、可能な限り、指定介護予防通所リハビリテーション事業所を訪問する等の方法により利用者に面接するよう努めるとともに、当該面接ができない場合にあっては、電話等により利用者との連絡を実施し、少なくとも一月に一回、モニタリングの結果を記録する（同条16項）。

## 介護保険外事業者

### 自治体委託事業者
介護保険の適用にはならないが地方自治体がサービス事業について一定水準を満たすと認め、在宅給付を行う基準該当介護サービス事業者。

例えば、
- 配食サービス事業者
- 介護用品（おむつ等）事業者
- クリーニング事業者
- 訪問理容・美容事業者
- 住宅リフォーム事業者
- タクシー事業者

地方自治体によって福祉予算は異なるため、介護サービスも異なる。

### お泊りデイサービス
東京都は平成23年より宿泊デイサービス規制を行っている。

### 介護保険適用外サービス
- 高齢者向け配食サービス
- 高齢者向けお散歩サービス